# Lancaster (Ohio)
Lancaster es una ciudad ubicada en el condado de Fairfield en el estado estadounidense de Ohio. En el Censo de 2020 tenía una población de 40,552 habitantes y una densidad poblacional de 829.59 personas por km². En esta ciudad nació en 1820 el militar que llegó a ser comandante de las fuerzas de la Unión en la Guerra de Secesión, William T. Sherman.

## Geografía
Lancaster se encuentra ubicada en las coordenadas 39°43′29″N 82°36′19″O / 39.72472, -82.60528. Según la Oficina del Censo de los Estados Unidos, Lancaster tiene una superficie total de 48.96 km², de la cual 48.8 km² corresponden a tierra firme y (0.34%) 0.17 km² es agua.

## Demografía
Según el censo de 2010, había 38780 personas residiendo en Lancaster. La densidad de población era de 792,01 hab./km². De los 38780 habitantes, Lancaster estaba compuesto por el 95.87% blancos, el 1.02% eran afroamericanos, el 0.26% eran amerindios, el 0.47% eran asiáticos, el 0.04% eran isleños del Pacífico, el 0.61% eran de otras razas y el 1.74% pertenecían a dos o más razas. Del total de la población el 1.63% eran hispanos o latinos de cualquier raza.